# Freie Waldorfschule Kleinmachnow
Die Freie Waldorfschule Kleinmachnow ist eine auf den Prinzipien der von Rudolf Steiner (1861–1925) begründeten Waldorfpädagogik beruhende Schule in freier Trägerschaft in der Gemeinde Kleinmachnow bei Berlin. Es handelt sich um eine Ganztagsschule.

## Geschichte
Im Sommer 1991 wurde die Schule gegründet und begann die erste und vierte Klasse zu unterrichten. Im Schuljahr 2000/2001 machten die ersten Waldorfschüler aus Kleinmachnow ihr Abitur an der Rudolf Steiner Schule Berlin. 2005 wurde die Ganztagsschule aufgebaut und 2006 wurde das heutige Schulgelände gekauft. Im Schuljahr 2009/2010 wurde das erste Abitur angeboten.
2025 hat die Schule etwa 400 Schüler.

## Schulische Angebote

### Unterrichtliche Angebote
Es gibt eine Eingangsklasse für 15 Kinder zwischen Waldorfkindergarten und Schulbeginn. Ab der 1. Klasse werden Englisch und Französisch als Fremdsprachen angeboten.

### Finanzierung
Die Freie Waldorfschule in Kleinmachnow ist eine Schule in privater Trägerschaft. Es fällt ein monatliches Schulgeld, gestaffelt nach Kinderzahl an. Eltern mit geringem Einkommen können allerdings einen Antrag auf Ermäßigung stellen; somit haben Kinder aus jeder finanziellen Umgebung die Chance, die Waldorfschule Kleinmachnow zu besuchen.
Zusätzlich zum Schulgeld fällt eine Aufnahmegebühr an. Ab dem ersten Kind verlangt die Schule zudem ein zinsloses Baudarlehen, welches den Eltern zurückgezahlt wird, sobald das letzte Kind der Familie die Schule verlässt.

## Gebäude
2016 wurde das 2,2 Millionen Euro teure Gebäude der Eingangsklassen und unteren Klassen 1–3 beendet. Das Gebäude ist Holzbau der so konzipiert wurde, dass der Primärenergieverbrauch reduziert wird. Außerdem können auf den Dächern Photovoltaikanlagen angebaut werden.

## Persönlichkeiten
- Peter Amsler (* 1970), Lehrer und Publizist
- Marcel Goldhammer (* 1987), deutsch-israelischer Politiker (AfD), Journalist und Schauspieler
- Noah Tinwa (* 2001), Schauspieler